# Bring Me to Life
Bring Me to Life (englisch für „Erwecke mich zum Leben“) ist ein Lied der US-amerikanischen Alternative-Rock-Band Evanescence, das sie zusammen mit dem Sänger Paul McCoy von der Band 12 Stones aufnahm. Der Song ist die erste Singleauskopplung ihres Debütalbums Fallen und wurde am 11. März 2003 veröffentlicht. Mit mehr als fünf Millionen verkauften Einheiten ist das Stück die erfolgreichste Single der Band.

## Inhalt
Das Lied handelt von dem Wunsch, das Beste aus dem Leben zu machen. So wird die Protagonistin des Songs durch die emotionale Begegnung mit einer anderen Person aus ihrer Alltagsroutine herausgerissen und merkt, dass sie innerlich eigentlich ohne Gefühle war. Sie habe sich selbst etwas vorgemacht in Bezug auf ein glückliches Leben und wolle nun beginnen, wirklich zu leben.
| Liedteil   | Künstler               |
| 1. Strophe | Amy Lee                |
| Refrain    | Amy Lee und Paul McCoy |
| 2. Strophe | Amy Lee                |
| 3. Strophe | Paul McCoy und Amy Lee |

„(I can’t wake up) Wake me up inside

(Save me) Call my name and save me from the dark

(Wake me up) Bid my blood to run

(I can’t wake up) Before I come undone

(Save me) Save me from the nothing I’ve become“

## Produktion
Bring Me to Life wurde von dem US-amerikanischen Musikproduzenten Dave Fortman produziert. Der Text wurde von den Evanescence-Mitgliedern Ben Moody, Amy Lee und David Hodges geschrieben.

## Musikvideo
Das Musikvideo zu Bring Me to Life wurde von dem deutschen Regisseur Philipp Stölzl gedreht und verzeichnet auf YouTube mehr als 1,4 Milliarden Aufrufe (Stand: September 2024).
Es zeigt die Sängerin Amy Lee, die nachts in ihrer Wohnung in einem städtischen Hochhaus schläft und unruhig davon träumt, wie sie aus dem Fenster ihrer Wohnung fällt und dem Boden entgegen fliegt. Als der Refrain einsetzt, werden die anderen Bandmitglieder und Paul McCoy in einer weiteren Wohnung des Hauses gezeigt, wie sie den Song mit ihren Instrumenten spielen. Amy Lee öffnet nun die Augen, verlässt im Nachthemd ihre Wohnung durch das Fenster und klettert die Fassade des Hauses bis zur Wohnung, in der die Musiker spielen, hinauf. Dort steht sie auf dem Fenstersims und singt den Text, während die Band drin spielt. Als Paul McCoy Amy Lee bemerkt und das Fenster öffnet, verliert sie das Gleichgewicht und kann sich nur noch mit ihren Händen am Fenstersims festhalten. Er greift nun ihre Hand und versucht, sie wieder nach oben zu ziehen, was letztendlich aber misslingt und sie in die Tiefe stürzt. Am Ende des Videos ist Amy Lee wieder schlafend in ihrem Bett zu sehen.

## Single

### Covergestaltung
Das Singlecover ist in Schwarz, Weiß und Blau gehalten und zeigt die Bandmitglieder von Evanescence, wobei sich Amy Lee im Vordergrund befindet und den Betrachter ansieht. Im oberen Teil des Bildes befindet sich der schwarze Schriftzug Evanescence auf weißem Grund, während der Titel Bring Me to Life rechts unten in Blau steht.

### Titelliste
1. Bring Me to Life – 3:56
2. Bring Me to Life (Bliss Mix) – 3:59
3. Farther Away – 3:58

### Chartplatzierungen
Bring Me to Life stieg am 28. April 2003 auf Platz 24 in die deutschen Charts ein und erreichte zwei Wochen später mit Rang 2 die höchste Position, auf der es sich drei Wochen lang halten konnte. Insgesamt war das Lied 25 Wochen in den Top 100 vertreten, davon zwölf Wochen in den Top 10. In den deutschen Jahrescharts 2003 belegte die Single Platz 11. Besonders erfolgreich war Bring Me to Life im Vereinigten Königreich, in Australien, Italien und Mexiko, wo es die Spitze der Charts erreichte.
| ChartsChartplatzierungen       | Höchstplatzierung | Wochen |
| ------------------------------ | ----------------- | ------ |
| Deutschland (GfK)              | 2 (25 Wo.)        | 25     |
| Österreich (Ö3)                | 3 (33 Wo.)        | 33     |
| Schweiz (IFPI)                 | 6 (46 Wo.)        | 46     |
| Vereinigte Staaten (Billboard) | 5 (32 Wo.)        | 32     |
| Vereinigtes Königreich (OCC)   | 1 (38 Wo.)        | 38     |

| ChartsJahrescharts (2003)      | Platzierung |
| ------------------------------ | ----------- |
| Deutschland (GfK)              | 11          |
| Österreich (Ö3)                | 22          |
| Schweiz (IFPI)                 | 13          |
| Vereinigte Staaten (Billboard) | 10          |
| Vereinigtes Königreich (OCC)   | 11          |

### Auszeichnungen für Musikverkäufe
Bring Me to Life wurde im Jahr 2025 für mehr als 900.000 Verkäufe in Deutschland mit einer dreifachen Goldenen Schallplatte ausgezeichnet. In den Vereinigten Staaten erhielt die Single dreifach-Platin für über drei Millionen verkaufte Einheiten. Weltweit wurde der Song für mehr als sechs Millionen Verkäufe zertifiziert.
| Land/Region                  | Auszeichnungen für Musikverkäufe (Land/Region, Auszeichnung, Verkäufe) | Verkäufe  |
| ---------------------------- | ---------------------------------------------------------------------- | --------- |
| Australien (ARIA)            | 2× Platin                                                              | 140.000   |
| Belgien (BRMA)               | Gold                                                                   | 25.000    |
| Brasilien (PMB)              | Platin                                                                 | 60.000    |
| Dänemark (IFPI)              | Gold                                                                   | 4.000     |
| Deutschland (BVMI)           | 3× Gold                                                                | 900.000   |
| Frankreich (SNEP)            | Gold                                                                   | 315.000   |
| Griechenland (IFPI)          | Gold                                                                   | 10.000    |
| Italien (FIMI)               | 2× Platin                                                              | 200.000   |
| Neuseeland (RMNZ)            | 4× Platin                                                              | 120.000   |
| Norwegen (IFPI)              | Platin                                                                 | 10.000    |
| Schweden (IFPI)              | Gold                                                                   | 15.000    |
| Schweiz (IFPI)               | Gold                                                                   | 20.000    |
| Spanien (Promusicae)         | Platin                                                                 | 60.000    |
| Vereinigte Staaten (RIAA)    | 3× Platin                                                              | 3.000.000 |
| Vereinigtes Königreich (BPI) | 3× Platin                                                              | 1.800.000 |
| Insgesamt                    | 7× Gold · 18× Platin ·                                                 | 6.679.000 |

Hauptartikel: Evanescence/Auszeichnungen für Musikverkäufe
Bei den Grammy Awards 2004 wurde Bring Me to Life mit dem Preis in der Kategorie Best Hard Rock Performance ausgezeichnet, zudem war es in der Kategorie Best Rock Song nominiert.